# Казе Вернези (Терамо)
Казе Вернези (итал. Case Vernesi) је насеље у Италији у округу Терамо, региону Абруцо.
Према процени из 2011. у насељу је живело 27 становника. Насеље се налази на надморској висини од 582 м.